# Акопян, Гевонд Авакович
Акопя́н Гево́нд Ава́кович (арм. Ղևոնդ Ավագի Հակոբյան; 26 ноября 1908 — 27 июля 1986) — участник Великой Отечественной войны, генерал-майор инженерно-технической службы (1958).

## Биография
Родился в пригороде Кишлак (Жданово) г. Кировакана, Армения 26 ноября 1908.

### Образование
- 1931 — окончил рабфак в г. Ленинакане.
- 1932 — решением командования воинской части направлен на учёбу в Военно-инженерную академию имени В. Куйбышева, на электротехнический факультет.

## Военная служба
В 1931 Акопян Г. А. был призван в ряды Красной Армии, служил рядовым в одном из полков Московской пролетарской стрелковой дивизии Постоянный участник парадов, проводившихся в Москве, смотров и показных учений. На базе дивизии испытывалось большое количество новых образцов техники и вооружения), затем службу проходил в 87-м зенитно-артиллерийском полку. После окончания Военно-инженерной академии в 1937 был назначен инженером-электриком авиабригады, дислоцированной в г. Кировограде. В 1940 в составе полка был передислоцирован в г. Ленинград для участия в Финской кампании. По окончании «зимней войны» был переведен в Одесский военный округ на должность инженера-инструктора специального оборудования военно-воздушных сил округа. Акопян Г. А. принимал участие в Великой Отечественной войне с 22 июня 1941, находился в составе Военно-воздушных сил 9-й Армии, в Управлении ВВС Южного фронта. В 1943 назначен заместителем главного инженера специального оборудования 4-й Воздушной армии, в составе которой принимал участие в освобождении Северного Кавказа, Тамани, Кубани, Украины, Белоруссии, Польши, Чехословакии и Германии. В годы Великой Отечественной войны внедрял изобретения, принимал участие в дооборудовании авиатехники, вносил конструктивные изменения. Под руководством Акопяна и при его личном участии самолеты СБ были оснащены радиополукомпасами, на самолетах Ил-2 заменены переговорные устройства, внедрены на практике методы проверки аккумуляторов, организована и построена на автомашинах «Походная лаборатория», по его инициативе стал издаваться для строевых частей бюллетень, передающий опыт по эксплуатации и полевому ремонту оборудования.
- 1945—1947 служил в Германии, где занимался инженерно-технической и организаторской работой: восстанавливал и приводил в порядок авиационные устройства и специальное оборудование боевых самолетов, а также готовил летные экипажи.
- 1947—1950 служил в главном штабе ВВС.
- 1951—1963 декан радиотехнического факультета Киевского высшего инженерно-авиационного военного училища.
- 1958 Акопяну Г. А. было присвоено звание генерал-майора инженерно-технической службы. В 1963 г. демобилизован из рядов Советской Армии.

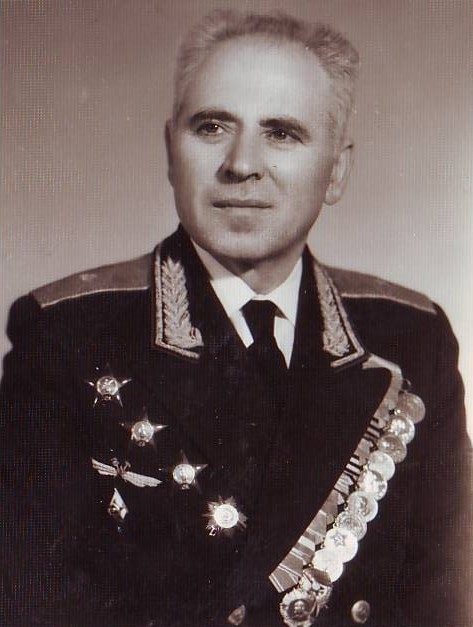
Акопян Гевонд Авакович
Могила Акопяна на Лукьяновском военном кладбище Киева

## Общественная работа
Акопян Гевонд Авакович часто приезжал в Армению, занимался общественной работой. Был депутатом Кироваканского городского совета. По его инициативе и при его непосредственном участии в г. Кировакане был воздвигнут монумент Неизвестному солдату , а в пригороде Жданово построен памятник-родник, посвященный погибшим в Великой Отечественной войне односельчанам. В своей деятельности особое внимание уделял патриотическому воспитанию подрастающего поколения, возглавлял штаб детско-юношеской патриотической игры «Зарница» г. Кировакана.

## Награды
Акопян Г. А. награждён:
- орденом Ленина,
- орденом Красного Знамени,
- двумя орденами Отечественной войны I степени (18.08.1944, 6.04.1985)[2][3],
- тремя орденами Красной Звезды (30.12.1942, 6.06.1945, …)[4][5],
- медалью «За боевые заслуги»,
- медалью «За трудовую доблесть»,
- медалью «За оборону Кавказа» (20.10.1944)[6]
- другими медалями.

Избран почетным гражданином г. Кировакана.
Скончался 27 июля 1986 в г. Ереване. Похоронен в г. Киеве.